# Mulhouse
Mulhouse (fransk: Mulhouse, udtalt /myluz/; alsassisk: Milhüsa; tysk Mülhausen) er en by og en kommune i regionen Grand Est i det østlige Frankrig, tæt på grænserne til Schweiz og Tyskland. Mulhouse er hovedbyen i et arrondissement i departementet Haut-Rhin, som den er under-præfektur for, men skønt den er langt den folkerigeste by i Haut-Rhin med mere end 230.000 indbyggere i storbyområdet, er nabobyen Colmar departementets hovedby (præfektur). Indbyggerne i Mulhouse hedder på fransk: Mulhousiens/Mulhousiennes.
Med nabobyerne Freiburg im Breisgau, Basel, Belfort, Montbéliard og Colmar ligger Mulhouse i centrum af et område med mere end to millioner indbyggere.
Floderne Doller og Rhin-bifloden Ill løber gennem byen.

## Befolkningsudvikling
| År   | Indbyggere |
| ---- | ---------- |
| 1699 | 3.302      |
| 1798 | 5.500      |
| 1850 | 30.000     |
| 1890 | 76.892     |
| 1900 | 89.118     |
| 1910 | 95.041     |
| 1939 | 96.697     |

| År   | Indbyggere |
| ---- | ---------- |
| 1946 | 87.000     |
| 1962 | 110.735    |
| 1968 | 118.558    |
| 1975 | 119.326    |
| 1982 | 113.794    |
| 1990 | 109.905    |
| 1999 | 112.002    |

## Venskabsbyer
Mulhouse har følgende venskabsbyer:
- Walsall, Forenede Kongerige, siden 1953
- Antwerpen, Belgien, siden 1956
- Kassel, Tyskland, siden 1965
- Bergamo, Italien, siden 1989
- Chemnitz, Tyskland, siden 1990
- Giv'Atayim, Israel, siden 1991
- Timişoara, Rumænien, siden 1991 (Coopération décentralisée)
- El Khroub, Algeriet, siden 1999 (Coopération décentralisée)
- Sofara, Mali, siden 2003 (Coopération décentralisée)